# ETH Zürich
ETH Zürich ((de) Eidgenössische Technische Hochschule Zürich ili ETHZ) je švicarski federalni institut za tehnologiju i Sveučilište tehnologije, znanosti i menadžmenta čije je sjedište su švicarskom gradu Zürichu. ETH Zurich je sedmo sveučilište u svijetu s 31 Nobelovom nagradom. Albert Einstein je bio najpoznatiji sveučilišni suradnik. Osnovala ga je švicarska vlada 1854. godine. Glavna zgrada i mnogi drugi objekti ETH Züricha se nalaze u samom središtu grada, dok se pripadajući objekti nalaze na kampusu u Hönggerbergu na kraju grada.
ETH Zürich dio je ETH domene koja uključuje i ETH Lausanne (EPFL). Oba sveučilišta su pod upravom odbora ETH-a.

## Vanjske poveznice
- ETH službene stranice  Arhivirana inačica izvorne stranice od 31. listopada 2007. (Wayback Machine) (engl.)